# 노미시
노미시(일본어: 能美市)는 일본 이시카와현 남부의 가가 지역(加賀地域)에 있는 시이다.
야구 선수 마쓰이 히데키의 출신지로 유명한 네아가리정, 사기 그릇과 고분군으로 유명한 데라이정, 다쓰노쿠치 온천과 이시카와 동물원 소재지로 알려진 다쓰노쿠치정 등 노미군에 있던 3개 정이 합병해 발족했다.

## 지리
서부는 동해와 접하고 북부에는 데도리강이 흐른다.

## 인접하는 자치체
- 이시카와현
  - 고마쓰시
  - 하쿠산시
  - 노미군 가와키타정

## 역사
- 2005년 2월 1일 - 노미군의 네아가리정·데라이정·다쓰노쿠치정이 신설 합병해 노미시가 되었다.

## 교통

### 철도
- 서일본 여객철도 호쿠리쿠 본선

### 도로
- 호쿠리쿠 자동차도
- 국도 8호선
- 국도 157호선
- 국도 305호선

## 인구
| 연도 | 인구   | ±%     |
| ---- | ------ | ------ |
| 1970 | 32,933 | —      |
| 1980 | 37,253 | +13.1% |
| 1990 | 39,934 | +7.2%  |
| 2000 | 45,077 | +12.9% |
| 2010 | 48,680 | +8.0%  |
| 2020 | 48,523 | −0.3%  |